# Mondiali Antirazzisti
Die Mondiali Antirazzisti ist ein seit 1997 jährlich stattfindendes, nicht-kommerzielles Fußballturnier von politisch interessierten Fußballfans und Fangruppen in der Nähe von Modena. Bei der Sportveranstaltung spielen über 8000 Personen in 200 internationalen Teams aus über 40 Ländern miteinander Fußball auf Kleinfeldern, um ein Zeichen gegen Rassismus und Ausgrenzung zu setzen. 

## Organisation
Das Treffen wird organisiert vom italienischen Fanprojekt Progetto Ultra und dem Geschichtsinstitut Istoreco aus Reggio nell’Emilia. Die für alle Teilnehmer eintrittsfreie Veranstaltung wird finanziell unterstützt vom Netzwerk Football Against Racism in Europe, der Europäischen Union, der Region Emilia-Romagna, der Provinz Bologna, der Stadt Casalecchio di Reno und von anderen institutionellen und privaten Sponsoren. Neben dem Fußball laufen inzwischen auch ein Basketball- und ein Volleyballturnier. 

## Rahmenprogramm
Das Fußballturnier wird begleitet von Konzerten, Filmvorführungen, Workshops und Diskussionsveranstaltungen zum Thema Rassismus und Migration. Auch Zeitzeugengespräche mit italienischen Partisanen und ein Besuch des Schauplatzes des Massaker von Marzabotto, dem schlimmsten Kriegsverbrechen deutscher Soldaten während des Zweiten Weltkriegs in Italien, wird angeboten.
Der Austragungsort wechselte 2000 von Montefiorino nach Montecchio, 2007 nach Casalecchio di Reno in der Nähe von Bologna und 2011 auf den Bosco Albergati in der Nähe von Castelfranco Emilia.